# عاصم قوش
عاصم قوش (به انگلیسی: Asim Ghosh) (زاده ۷ دسامبر ۱۹۴۷) کارآفرین، بازرگان و مدیر ارشد اجرایی هندی است، که در حال حاضر به‌عنوان مدیر عامل اجرایی و رییس هیئت مدیره شرکت هاسکی انرژی فعالیت می‌کند.